# Aldo Locatelli

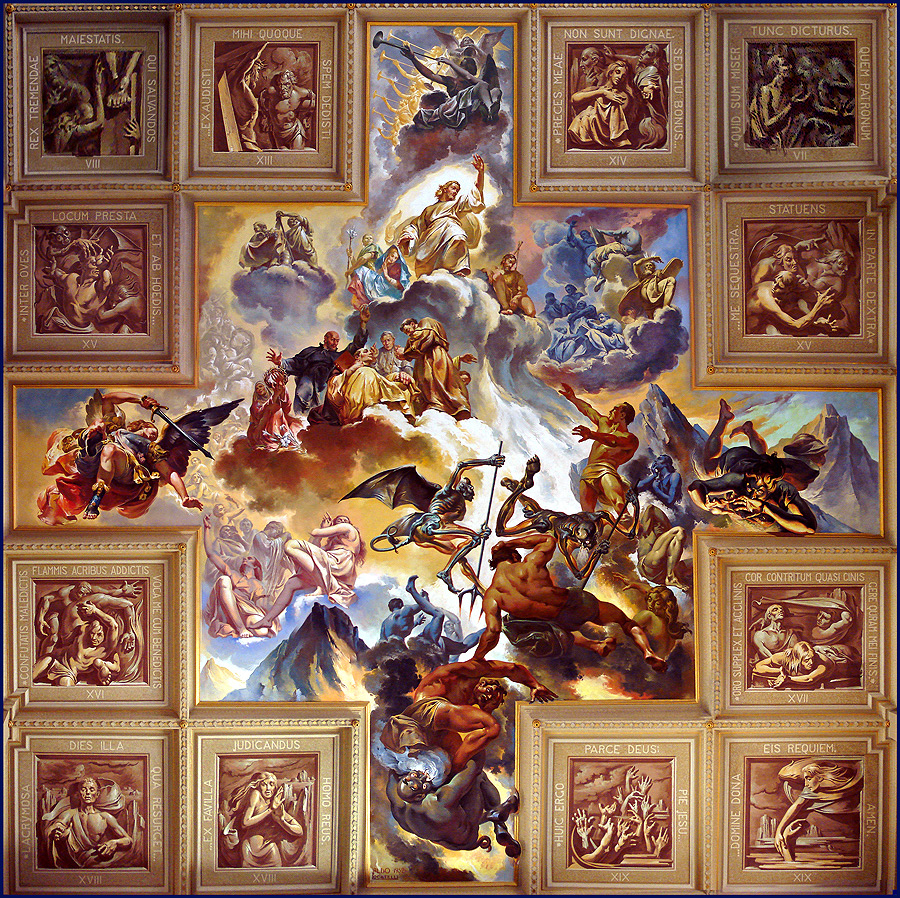
Juízo Final e cenas do Dies Irae, teto de São Pelegrino, Caxias do Sul

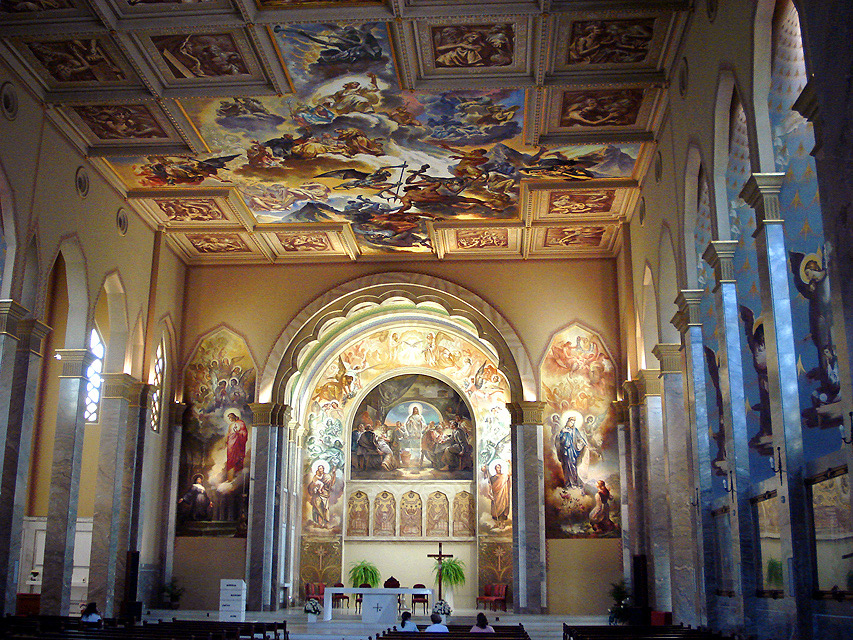
Visão de conjunto do interior da Igreja de São Pelegrino, cuja decoração pintada é sua obra maior.

Aldo Daniele Locatelli (Villa d'Almè, 18 de agosto de 1915 — Porto Alegre, 3 de setembro de 1962) foi um pintor ítalo-brasileiro, de grande importância no cenário artístico do estado do Rio Grande do Sul, onde passou a fase final de sua carreira.
Nascido em família de modestos recursos, não obstante pôde receber uma sólida preparação artística em academias italianas celebradas. Herdeiro das tradições clássicas e renascentistas sistematizadas pela disciplina acadêmica, recebeu também influências maneiristas, barrocas e modernistas. A partir disso criou um estilo figurativo original onde se aliaram expressividade narrativa e monumentalidade, em grandes murais e obras de cavalete espalhados pela Itália e sul do Brasil. Abordou preferencialmente a temática religiosa, decorando vários templos no Rio Grande do Sul, mas deixou obras importantes também no campo do retrato e da cena histórica.

## Biografia
Aldo Locatelli nasceu em uma família humilde do norte da Itália, mas que tinha como valor básico o estudo e como meta a boa formação dos filhos. Desde os dez anos de idade o menino manifestou interesse pela pintura, a partir do contato com restauradores que trabalhavam recuperando obras na igreja local. Esse interesse foi forte o bastante para causar preocupação no pai, que imaginava para o filho um futuro mais próspero do que supunha a arte poder conceder-lhe. Mais tarde Locatelli lembrou que a opção pela arte lhe causara sofrimento, pois pesava-lhe muito desagradar os pais, por quem tinha verdadeira veneração. Mas incentivado pelos restauradores, e permanecendo inabalável, conseguiu, depois de dois anos, vencer a resistência paterna, já que o pai reconhecia que o filho não sabia fazer nada além de pintar. A partir daí dedicou-se inteiramente à sua carreira.
Em 1931 fez um curso de decoração no Curso Livre de Instrução Técnica, ligado à Indústria Andrea Fantoni. Ali teve aulas com o pintor Francesco Domenighini, que lhe proporcionou pela primeira vez contato com obras de grandes mestres da pintura renascentista. Um ano depois foi admitido na Accademia Carrara, de Bergamo, célebre instituição de ensino superior de arte, sendo introduzido no método e filosofia acadêmicos e tendo contato com Conrado Barbieri, diretor da instituição, cujas ideias fascistas teriam influenciado o artista. Nesta época teria produzido muitos estudos de retrato, paisagem e natureza-morta, num estilo ainda incerto e tendendo à estilização. Mas já então seu trabalho se destacava pela sua habilidade em construir cenas complexas e dramáticas. Premiado em 1937 com uma bolsa de estudos para aperfeiçoar-se na Escola de Belas Artes de Roma, aprofundou seus estudos sobre a arte da Roma Antiga e da Renascença, cristalizando uma filiação estética que seguiu por toda a vida.
Após sua graduação, aceitou em 1938 um convite de seu antigo amigo Taragni para ajudá-lo na decoração do Santuário de Pompéia, e no mesmo ano, uma encomenda para decoração da igreja de Santa Cruz no vale Brembana, mas não ficou ali por muito tempo. Convocado para o serviço militar, foi transferido para a cidade de Ospedalete, embora conseguisse licenças para visitar museus e galerias de arte da região. No seu tempo livre, produzia obras pequenas, como retratos de seus companheiros e paisagens. No início da II Guerra Mundial foi enviado para Nápoles, e dali partiu para a África, onde participou de várias ações de guerra. Mas poucos meses depois foi dispensado, retornando a Roma e vivendo de pequenas encomendas. Em 1940 foi novamente requisitado pelo Exército italiano, retornando à África. Ferido em batalha, recebeu baixa definitiva. Então retomou as obras em Brembana, que se estenderam até 1944 ou 1945, sendo auxiliado por Emilio Sessa e Andrea Mandelli.
Em 1945 instalou um atelier em sua Villa d'Almè, passando a receber muitas encomendas. Também iniciou um trabalho como restaurador, chegando a recuperar peças das coleções do Vaticano. Em 1946 venceu uma licitação para a restauração da cúpula de uma igreja pontifícia em Gênova, a Colegiada Abacial de Nossa Senhora dos Remédios, bombardeada na guerra. Para realizar a obra, empenhou-se em novos estudos, conhecendo e apreciando a produção de Angelo Landi. Paralelamente, mantinha sua produção de obras de cavalete, enfocando temas do cotidiano popular, naturezas-mortas e retratos.

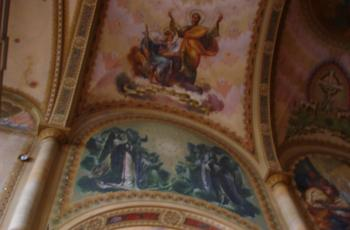
Afrescos na Catedral de Pelotas

Em 1948 viajou para o Brasil, a convite de Dom Antônio Zattera, bispo de Pelotas, no Rio Grande do Sul, para pintar a Catedral São Francisco de Paula de Pelotas. Pelotas lutava contra o declínio econômico e cultural, após ter sido conhecida no fim do século XIX até o início do século XX como "a Atenas do Rio Grande" e ter então dominado a indústria do charque, uma das maiores fontes de renda estadual na época. Neste ciclo Pelotas havia produzido um grande pintor, Leopoldo Gotuzzo, que entretanto se mudara ainda jovem para Roma a estudo e depois se fixara no Rio de Janeiro, o centro da vida cultural brasileira. Seu nome permaneceu, porém, lembrado na cidade, e seu sucesso orgulhava os pelotenses. Desde 1918 funcionava um Conservatório de Música, e a partir dele um Instituto de Belas Artes foi fundado em 1927, época em que iniciou a fase de decadência da cidade. Por falta de verbas, em 1937 o Instituto foi municipalizado e voltou a se chamar de Conservatório de Música, suprimindo em seguida os cursos de artes plásticas. Ficara pois um vazio, que Locatelli veio preencher, sendo reconhecido de imediato na cidade como um grande artista por causa do sucesso da sua decoração da Catedral pelotense. Suas eloquentes e grandiosas obras sacras murais foram identificadas pelo público local como um perfeito exemplo do que considerava a "verdadeira arte", e foram elogiadas por Gotuzzo.
Na recriação dos cursos de artes plásticas em 1949, agora estruturados numa Escola de Belas Artes nos moldes da Escola Nacional carioca, Locatelli teve atuação destacada desde logo, estando presente como professor do curso preparatório do primeiro ano. A primeira exposição pública de trabalhos dos alunos foi organizada por ele, que também expôs obras suas.

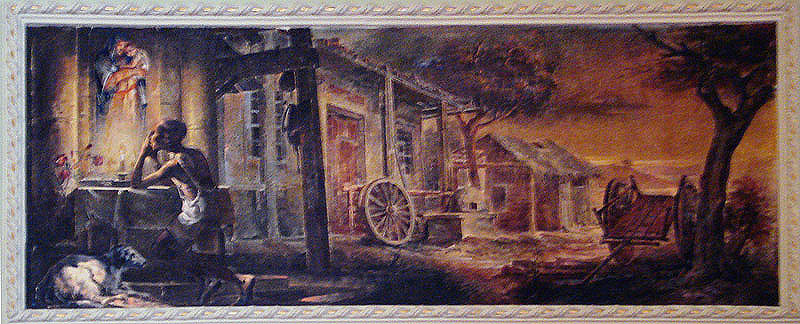
Ciclo do Negrinho do Pastoreio, Palácio Piratini

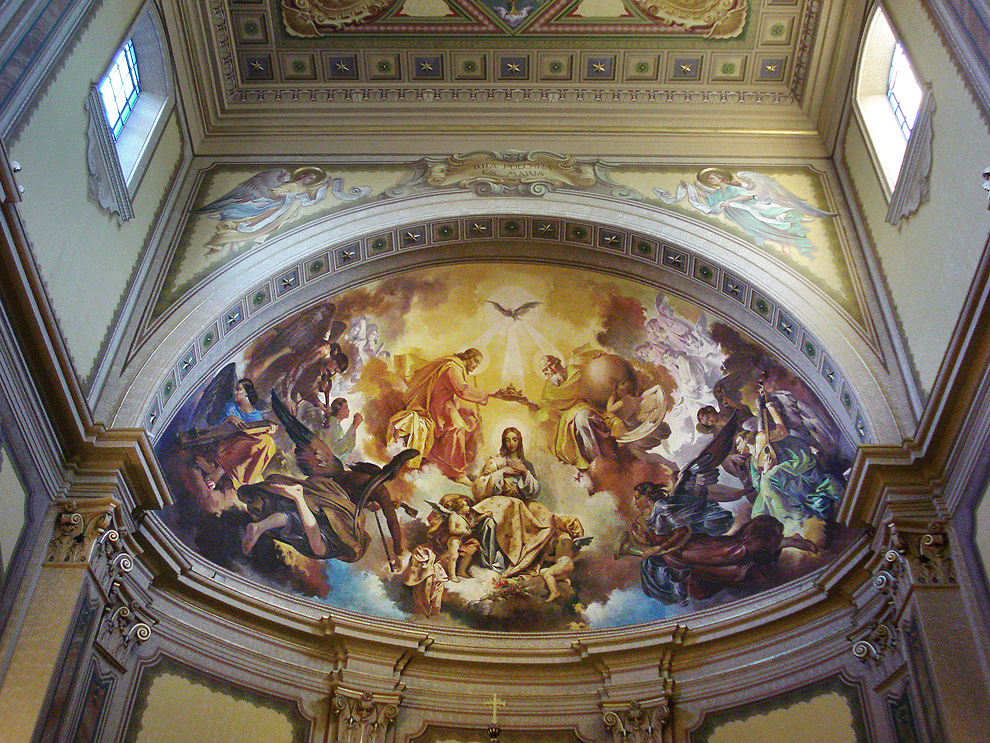
Coroação da Virgem, Catedral de Santa Maria

Em 1950 firmou contrato para a decoração da Igreja de São Pelegrino, em Caxias do Sul, e logo sua fama chegou à capital, Porto Alegre, vencendo em 1951 uma concorrência do Governo do Estado para executar um ciclo de painéis no Palácio Piratini. O Rio Grande do Sul, circunstancialmente, atravessava um período de crise e se buscavam símbolos identitários que pudessem mobilizar a população e acender seu civismo. Não surpreende que o tema desse ciclo, instalado na sede do poder político estadual, tenha sido a formação histórica e étnica do povo riograndense, tratado com forte carga emocional e monumentalidade e centrando a atenção nas Missões Jesuíticas, nos Bandeirantes, na criação de gado e no gaúcho, no folclore nativo, na família como unidade social básica, na aventura da colonização e na agricultura.
Ainda em 1951 passou a dar aulas de Arte Decorativa no Instituto de Belas Artes da capital, ao mesmo tempo em que consolidava sua carreira de decorador de igrejas e outros espaços públicos, carreira a que se aplicou incansavelmente até sua morte. Tornando-se conhecido no centro do país, a partir de 1957 executou diversas obras para bancos e empresas particulares de São Paulo, geralmente tratando de tópicos da história e cultura paulistas.
Entre os edifícios religiosos que decorou estão a Catedral de Santa Maria (1954), a Igreja de Santa Teresinha (1957), a Catedral de Novo Hamburgo (1959), a Igreja de Nossa Senhora de Lourdes (1960), e a Catedral de Porto Alegre (obra pequena). Entre os edifícios civis estão a Reitoria e o Instituto de Artes da Universidade Federal do Rio Grande do Sul (1958), e o antigo Aeroporto Salgado Filho (A Conquista do Espaço), com obras de caráter histórico ou alegórico. Em Caxias do Sul trabalhou em vários locais, destacando-se os murais do antigo pavilhão de exposições da Festa da Uva (hoje a Prefeitura, 1954) e o que é considerada sua obra-prima: a decoração da Igreja de São Pelegrino, composta por um vasto ciclo de afrescos com vários episódios bíblicos, que lhe custou dez anos de trabalho, e uma Via Crúcis pintada em tela entre 1958 e 1960, talvez sua criação mais arrojada, que incorpora elementos do modernismo com que entrara em contato no Brasil.

## Obra

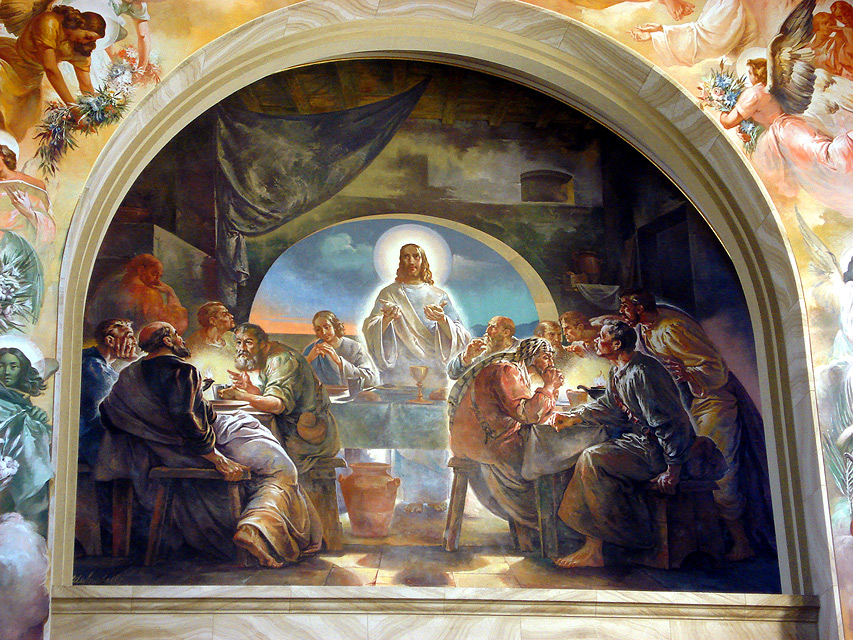
Santa Ceia, Igreja de São Pelegrino

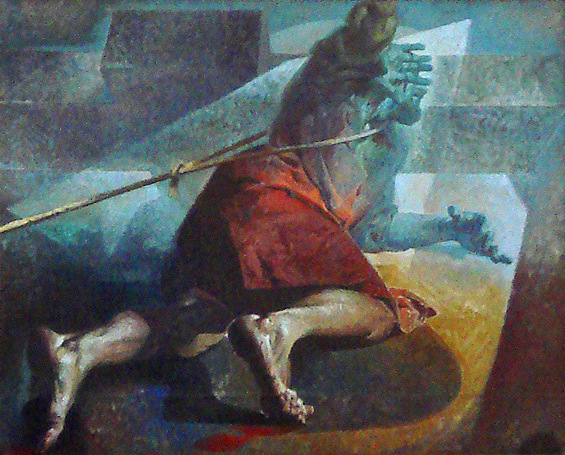
Via Crúcis, Igreja de São Pelegrino

Locatelli adquiriu uma formação acadêmica, baseada na emulação dos clássicos, cuja tradição na Europa era poderosa e antiquíssima, tendo influenciado ao longo de muitos séculos grandes movimentos culturais no ocidente, tais como o Renascimento e o Neoclassicismo. Toda a metodologia e iconografia acadêmica tinham, pois, uma história antiga e consolidada, e provaram sua eficiência plástica e poder comunicativo reiteradas vezes; obedeciam a padrões fixos numa disciplina rigorosa e tinham propósitos éticos e educativos, cabendo ao artista a imitação criativa do que haviam legado os grandes mestres do passado. Dos clássicos, sistematizados na disciplina acadêmica, aprendeu as regras das proporções, o desenho anatomicamente correto, o uso eficaz da perspectiva, as convenções da retórica figurada, a preferência pelos temas históricos ou religiosos tratados de forma narrativa e grandiosa, as técnicas antigas do afresco e do óleo.
Os clássicos e seus herdeiros diretos, como Leonardo da Vinci, Andrea Mantegna, Masaccio e Rafael, não foram a única influência importante na formação de seu estilo. Também absorveu lições de pintores maneiristas como Michelangelo, aprendendo a aplicar a contração do espaço e o sombreado profundo para aumentar o impacto tridimensional das figuras, e de barrocos como Tiepolo, Rubens e Giovanni Battista Piazzetta, enfatizando o apelo emocional e o dinamismo na representação e dissolvendo os limites rígidos do desenho renascentista.
Ao chegar no Brasil, especialmente ao ser indicado em 1951 para uma cátedra no Instituto de Artes da Universidade Federal do Rio Grande do Sul, em Porto Alegre, deparou-se com uma situação nova. Estava em pleno debate o impacto que causava o modernismo em sua oposição à tradição acadêmica. O artista não ficou imune à influência moderna, ainda que não tivesse participado ativamente da polêmica, e permanecendo em grande parte fiel ao que aprendera da tradição herdada, soube, conforme disse Altamir Moreira, "desenvolver um tipo de representação no qual intervinha uma distribuição de formas mais particular, ousando, no final dos anos 50, a introduzir na pintura religiosa algumas das inovações modernistas que já vinha desenvolvendo em trabalhos para ambientes laicos". Segundo suas próprias palavras, era um "crítico construtivo" da arte moderna. Em outro momento disse: "Não sou contra a arte moderna. Aprecio a tentativa de quem sabe criar coisas novas, mas só uma arte difícil, uma arte em que a criação estética e emocional seja acompanhada de uma grande técnica e de algum artesanato".
Ao mesmo tempo, se desenvolvia no estado um programa oficial de construção de símbolos de identidade. Buscava-se a criação de imagens capazes de despertar sentimentos cívicos na população, exaltando as conquistas do passado e apontando para um futuro brilhante. Não por acaso foi também a época em que nasceu entre a intelectualidade a figura mítica e romantizada do gaúcho, sintetizando em si as qualidades do guerreiro e do peão, trabalhador incansável e habilidoso nas lides campeiras, de vida espartana, personalidade extrovertida e fogosa, e caráter heroico. Nesse processo, Locatelli participou criando algumas de suas obras mais importantes, como os painéis do Palácio Piratini e do Aeroporto Internacional Salgado Filho, em Porto Alegre, e o da Festa da Uva em Caxias do Sul, todos tratando de temas históricos ou folclóricos locais. O artista estava perfeitamente cônscio das implicações dessa filosofia, aprovando-a ao dizer que "antes de pensar na composição, deveremos considerar que o mural em sua maioria é destinado a um ambiente público. Assim deveremos partir com a premissa de encontrar uma temática que, na ideia ou no motivo, eleve o observador ao clima espiritual ou cívico do ambiente".

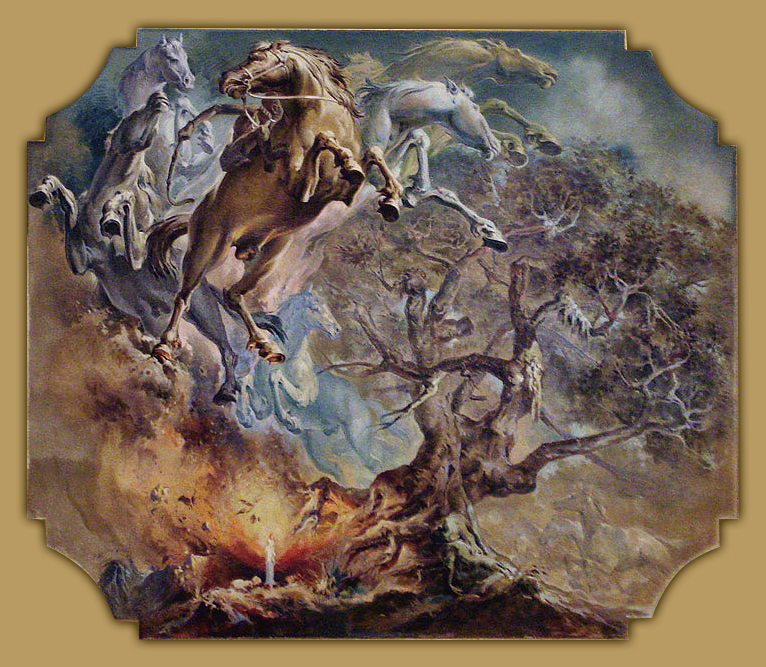
Ciclo do Negrinho do Pastoreio, Palácio Piratini

Nos painéis do Piratini, Locatelli expressou com perfeição a visão então dominante da história riograndense. Como descreveu Barreto,
"No alto do painel, à esquerda, um garboso oficial lusitano domina montado o conjunto como dominou historicamente aqueles territórios. No centro superior, com as ruínas das Missões como fundo, destaca-se o nativo guarani, de lança à mão, em repouso. Ainda no alto, no canto direito, bandeirantes paulistas e lagunenses penetram o Sul desconhecido. No canto inferior direito, sustentando o conjunto, colonos-camponeses labutam o solo enquanto imigrante amamenta filho nascido na nova terra. A alegoria de Aldo Locatelli sobre as comunidades formadoras do Rio Grande não deixa dúvidas sobre o senhor da terra. O gaúcho aparece quatro vezes e ocupa o centro da composição na figura do domador, a domesticar animal que simboliza a terra selvagem.... A maioria da população rio-grandense acredita que o Rio Grande seja essencialmente produto do esforço do homem livre, luso-brasileiro e, sobretudo, ítalo-germânico. Na superficial e mítica visão geral da população sobre o passado rio-grandense, a contribuição dos africanos e dos afro-descendentes à formação social sulina é desqualificada e ignorada".
Entretanto, no mesmo palácio Locatelli deixou um grande ciclo de pinturas sobre a lenda do Negrinho do Pastoreio, um dos mais conhecidos temas ligados à escravatura no estado. Na obra para a Festa da Uva caxiense, o tema foi a imigração italiana, novamente uma obra de cunho histórico e regionalista.

### Escritos

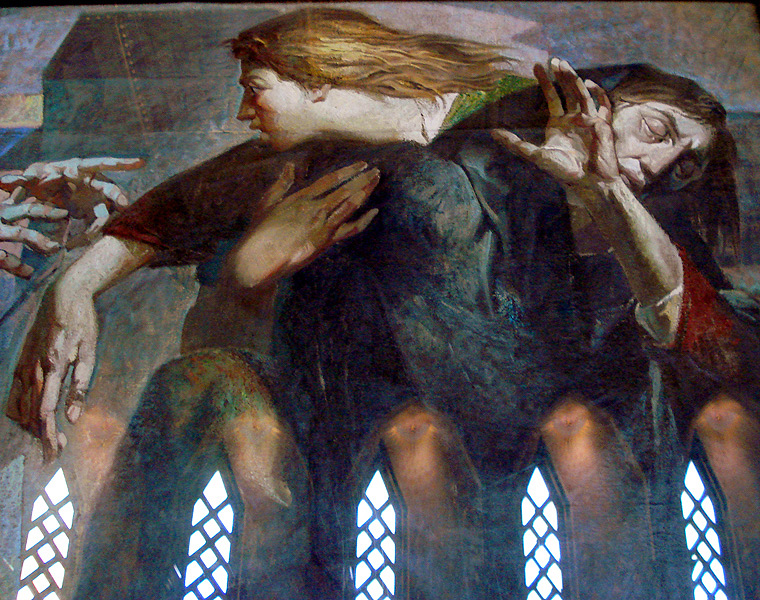
Detalhe de uma estação da Via Crúcis em São Pelegrino, destacando-se a forte expressividade da Mater dolorosa, revelando a influência moderna. (A visualização é prejudicada pelos reflexos no vidro protetor diante da pintura.)

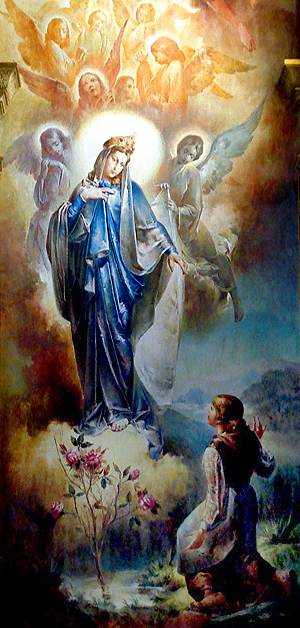
Nossa Senhora de Caravaggio e a vidente Joaneta, composição mais tradicionalista. Igreja de São Pelegrino

Locatelli também deixou uma obra teórica de grande interesse para o conhecimento de suas ideias. Foi tese de prova para admissão como professor titular, que não chegou a defender e que foi publicada apenas postumamente, já que o artista adoeceu e faleceu logo após terminá-la. Nela, estabeleceu seu método e sua filosofia de trabalho, analisando a pintura mural e de cavalete desde suas origens e explorando seus significados e suas técnicas, relacionando-as também a aspectos de mercado, receptividade pública e educação, a partir de sua bagagem cultural italiana e das novas definições que encontrou no Brasil. No texto disse ter encontrado na História a necessidade do homem manifestar sua "emoção vital", reconhecendo a função expressiva e comunicativa da arte. Declarou que o tema de uma obra é apenas um pretexto, mas torna-se substância ativa quando ilustra uma profunda verdade humana, rejeitando por isso os modismos, o intelectualismo árido e a imitação servil dos velhos mestres, sem abandonar a devoção a uma artesania sofisticada e a noção de haver um propósito educativo de fundo ético para a pintura, conceitos tipicamente acadêmicos. Locatelli em parte repetiu uma condenação do academismo que em sua época já o via como insípido e tedioso, quando não inteiramente anacrônico e defunto. Seu amigo, o escultor Francisco Stockinger, disse que Locatelli se aborrecia com o academismo, mas provavelmente o que ele repudiava era a simples mediocridade de alguns derradeiros êmulos do academismo, e não o método ou a tradição, pois é notório que aproveitou muito deles e ensinou a partir deles, sem deixar de abrir-se para reconhecer também como válida a contribuição dos modernos e das tradições regionais. Delineando seu método pessoal, estabeleceu quatro etapas essenciais da criação: o desenho, a composição - que incluía a escolha do tema, o correto planejamento da ambientação da obra no seu local definitivo e o estabelecimento de sua atmosfera básica -, a construção do ritmo na distribuição das formas, e a escolha das técnicas de execução.

## Legado
A contribuição de Aldo Locatelli para a pintura no Rio Grande do Sul foi de grande importância, tanto como professor quanto como criador. Assim que chegou ao Brasil sua obra exerceu impacto positivo e foi reconhecido como um mestre. Em Pelotas, o convite que lhe fizera Marina Pires, diretora da nova escola de artes, para integrar o seu corpo docente, fora quase uma súplica, carregada de esperanças de que associada ao nome de Locatelli a instituição frutificasse e concretizasse sonhos de muitos anos, tamanho o respeito que impôs, segundo o relato de Magalhães & Diniz. E de fato, em parte pela contribuição de Locatelli a Escola teve uma importância fundamental para consolidar e modernizar o sistema de artes na cidade, embora novamente tenha enfrentado muitas adversidades por escassez crônica de recursos.
Em Porto Alegre suas aulas formaram gerações de novos artistas, tornando-se apreciado pelo seu caráter amistoso e receptivo e pela liberdade criativa que concedia aos alunos, ao mesmo tempo em que lhes transmitia sólidos princípios técnicos, éticos e estéticos, chegando a se formar uma pequena escola "locatelliana", com Paulo Peres e Clébio Guillon Sória seguindo seus passos mais diretamente Na técnica de pintura mural que desenvolvia, Locatelli foi praticamente uma figura isolada no estado, o que aumentava sua projeção, e sua influência sobre a arte gaúcha se tornou tão grande que o crítico Aldo Obino chegou a dizer que o Rio Grande, por falta de concorrência e também pelos inegáveis méritos do artista, sofria um processo de "locatellização". Em pesquisa de opinião desenvolvida em 1999 junto a 100 líderes comunitários de diferentes áreas por acadêmicos do Curso de Jornalismo da Universidade de Caxias do Sul, foi eleito uma das 30 Personalidades de Caxias do Sul — Destaques do Século XX.